# Giro dell'Emilia 1976
Il Giro dell'Emilia 1976, cinquantanovesima edizione della corsa, si svolse il 4 ottobre 1976 su un percorso di 237,5 km. La vittoria fu appannaggio del belga Roger De Vlaeminck, che completò il percorso in 6h08'30", precedendo gli italiani Italo Zilioli e Glauco Santoni.

## Ordine d'arrivo (Top 10)
| Pos. | Corridore          | Squadra            | Tempo    |
| ---- | ------------------ | ------------------ | -------- |
| 1    | Roger De Vlaeminck | Brooklyn           | 6h08'30" |
| 2    | Italo Zilioli      | Furzi-Vibor        | a 1'59"  |
| 3    | Glauco Santoni     | Magniflex-Torpado  | s.t.     |
| 4    | Johan De Muynck    | Brooklyn           | s.t.     |
| 5    | Valerio Lualdi     | Brooklyn           | a 2'05"  |
| 6    | Bruno Wolfer       | Zonca-Santini      | s.t.     |
| 7    | Pierino Gavazzi    | Jollj Ceramica     | a 2'45"  |
| 8    | Felice Gimondi     | Bianchi-Campagnolo | s.t.     |
| 9    | Francesco Moser    | Sanson             | s.t.     |
| 10   | Ronald De Witte    | Brooklyn           | s.t.     |